# 幸運駿駒
幸運駿駒（Lucky Quality），是香港純種競賽馬匹。

## 競賽生涯

### 2007-08年馬季
在香港出賽前。2006年4月在殷利殊復活節拍賣會鄔顯庭透過另一名馬主梁啟徽代購此馬，周歲價為18萬澳元。2007年11月25日首次參加賽事，路程是1000米，幸運駿駒是該場比賽的熱門之一，但在直路速度不及其他對手而敗退。這場比賽後，轉到徐雨石馬房訓練。相隔接近4個月後再次出賽，開始跟前曾一度避開前列馬而收慢，在最後成功望空取得第三名。兩星期後，出戰同程，與當旺一起領放，曾經在200米有領先優勢，但在終點前始被超取得季軍。
相隔三星期後增程1200米，但只得第七。然後在5月4日出戰同程，在最後階段仍有爭取三甲的機會，不過只僅僅取得第四。6月18日出戰跑馬地1000米賽事，再被捧成大熱門，在偏軟場地比賽下，轉至直路完全沒有反應，結果包尾而回。賽後韋達表示馬匹健康有問題，呼吸聲很大，經獸醫檢查後沒有異常。總結該季並未取得勝利。

### 2008-09年馬季
在該馬季第一場賽事中，以快放的姿態放回終點，並贏出3個馬馬位，表現令人信服。9月28日角逐3班1200米仁濟盃賽事，起步出現漏閘，但立即修正領前，在直路未能彈離其他馬僅得亞軍。之後就安排到泥地比賽，徐雨石針對上次漏閘對牠進步起步訓練，10月28日出戰三班1200米泥地香港欖球總會盃，被捧成大熱門，在最後階段加速並帶離其他對手輕鬆勝出8個多馬位，這是最近三季香港贏馬距離最多的紀錄，並以1分8秒25打破第三班班際紀錄。
其後幸運駿駒大幅加分至85分，11月7日其中一場恰巧有一場評分85-60分的泥地1200米比賽。當時杜利萊停賽，改由鄭雨滇策騎結果以3個多馬位勝出。勝出馬曾打算以香港短途錦標為目標，因而出戰香港短途錦標預賽，在超快步速領放情況下，最後400米急速後退，包尾而回。
12月6日出戰2班1200米泥地半島金禧挑戰盃比賽，面對曾在季初同程以6個多馬位勝出的新力高，幸運駿駒在最後階段收步下，仍然能1個多馬位輕鬆勝出，並宣佈報名角逐杜拜金莎軒錦標。由於沒有適合的賽程，相隔兩個月後出戰一班泥地1200米賽事，今次卻沒有刻意在起步後領步，到轉彎才加速超越友利多，直路上彈開對手，贏出較幸運駿駒輕30磅的太陽勁力1個四分一馬位，並打破聖驪拍檔在2002年保持的班際紀錄。
賽後香港賽馬會向杜拜賽馬會希望可讓幸運駿駒比賽，最終獲得對方接納。2009年3月16日由香港前往阿聯酋杜拜詩栢馬場，並在3月28日角逐杜拜金沙軒錦標，這是練馬師徐雨石第一次派馬參加香港以外比賽，在4檔起步出閘後立後向外欄競逐，約最後400米加速不遂，脫離主馬群只得第九。
經休養後，在4月20日復操，並角逐香港三級賽沙田銀瓶，曾在中段發力，但直路後勁不繼，只得第九。6月再試一課大閘，再次以超過10個馬位勝出，6月28日出戰一班1200米賽事，被列為冷門，早段迅速發力，在直路先被無敵神駒超越，在最後被紅衣司令追過，取得季軍。

### 2009-10年馬季
幸運駿駒出戰9月13日舉行的香港特區行政長官盃，在直路招架無力，只能跑第九。然後出戰10月4日舉行的沙田短途錦標，力戰下跑第八名。接著在精英碗不被看好，正以為直路迅速墮退時仍能維持速度，最後被後上馬匹超越奪得第五。11月22日角逐香港短途錦標預賽，只得第十。幸運駿駒其後轉投告東尼馬房訓練，然而未曾出賽就已經受到腳患困擾，在2010年1月15日被人道毀滅。

## 詳細賽績
| 日期       | 馬場   | 距離   | 級別 | 賽事名稱                  | 負重 | 騎師   | 出馬 | 名次 | 時間    | 距離   | 頭馬（二馬） |
| ---------- | ------ | ------ | ---- | ------------------------- | ---- | ------ | ---- | ---- | ------- | ------ | ------------ |
| 25/11/2007 | 沙田   | 草1000 |      | 第四班讓賽                | 124  | 高雅志 | 14   | 11   | 58.6    | 6 1/4  | 紀利威龍     |
| 24/3/2008  | 沙田   | 草1000 |      | 第四班讓賽                | 120  | 鄭雨滇 | 13   | 3    | 58.5    | 1 1/2  | 銀影激光     |
| 6/4/2008   | 沙田   | 草1000 |      | 第四班讓賽                | 125  | 杜利萊 | 14   | 3    | 58.5    | 2 3/4  | 勁有盈       |
| 27/4/2008  | 沙田   | 草1200 |      | 第四班讓賽                | 122  | 鄭雨滇 | 14   | 7    | 1:10.4  | 3 1/2  | 同心協力     |
| 4/5/2008   | 沙田   | 草1200 |      | 麥蘊利盃（四班）          | 128  | 冼文諾 | 12   | 4    | 1:09.7  | 3 3/4  | 龍船旺       |
| 18/6/2008  | 跑馬地 | 草1000 |      | 第四班讓賽                | 123  | 韋達   | 10   | 10   | 1:03.0  | 19 1/2 | 剛剛好       |
| 15/9/2008  | 沙田   | 草1200 |      | 第四班讓賽                | 124  | 杜利萊 | 14   | 1    | 1:09.20 | 3 1/4  | （華忠寶）   |
| 28/9/2008  | 沙田   | 草1200 |      | 仁濟盃（3班）             | 118  | 杜利萊 | 14   | 2    | 1:09.90 | 1 1/4  | 兄弟齊心     |
| 29/10/2008 | 沙田   | 泥1200 |      | 香港欖球總會盃（3班）     | 120  | 杜利萊 | 12   | 1    | 1:08.25 | 8 1/2  | （全德勝）   |
| 8/11/2008  | 沙田   | 泥1200 |      | 第三班讓賽                | 131  | 鄭雨滇 | 12   | 1    | 1:08.62 | 3 1/4  | （威騰）     |
| 23/11/2008 | 沙田   | 草1200 | HKG2 | 香港短途錦標預賽          | 123  | 杜利萊 | 12   | 12   | 1:09.69 | 9 1/4  | 安畋         |
| 6/12/2008  | 沙田   | 泥1200 |      | 半島金禧挑戰盃（2班）     | 131  | 杜利萊 | 12   | 1    | 1:08.58 | 1 3/4  | （新力高）   |
| 8/2/2009   | 沙田   | 泥1200 |      | 第一班讓賽                | 133  | 杜利萊 | 9    | 1    | 1:08.86 | 1 1/4  | （太陽勁力） |
| 28/3/2009  | 詩栢   | 泥1200 | G1   | 杜拜金莎軒錦標            | 57kg | 杜利萊 | 12   | 9    | 1:11.76 | 14 1/2 | 大城漢子     |
| 24/5/2009  | 沙田   | 草1200 | HKG3 | 沙田銀瓶                  | 133  | 柏寶   | 12   | 9    | 1:14.72 | 10-1/4 | 威武雄獅     |
| 28/6/2009  | 沙田   | 草1200 |      | 第一班讓賽                | 132  | 郭爾達 | 13   | 3    | 1:10.99 | 1-1/4  | 無敵神駒     |
| 13/9/2009  | 沙田   | 草1200 |      | 香港特區行政長官盃（1班） | 129  | 杜利萊 | 11   | 9    | 1:09.71 | 5-3/4  | 開心歡笑     |
| 4/10/2009  | 沙田   | 草1000 | HKG3 | 沙田短途錦標              | 122  | 賴維銘 | 11   | 8    | 56.91   | 6      | 鳥語花香     |
| 25/10/2009 | 沙田   | 草1200 | HKG3 | 精英碗                    | 123  | 韋紀力 | 14   | 5    | 1:09.17 | 3/4    | 創惑         |
| 22/11/2009 | 沙田   | 草1200 | HKG2 | 香港短途錦標預賽          | 123  | 鄭雨滇 | 14   | 10   | 1:09.99 | 5      | 鳥語花香     |

## 血統背景
父系Elusive Quality是在美國曾經勝出泥地比賽的馬匹，雖然未勝出一級賽，但其子嗣亦勝出肯塔基打吡、必利時錦標及育馬者盃經典大賽一級泥地賽事。母系Wishing Stone曾經在美國及澳洲出賽，而外祖父Dayjur是1990年歐洲馬王，除了在歐洲贏出草地賽事外，更在育馬者盃短途大賽取得亞軍，其後在美國配種。因此當幸運駿駒首戰泥地賽，雖然是澳洲出生，但擁有美國血統，因為部份馬評家在幸運駿駒首次泥地時不擔心馬匹泥地性能問題。

## 外部連結
- 香港賽馬會 （页面存档备份，存于）
- 血統表 （页面存档备份，存于）